# Potok Złoty
Potok Złoty (ukr. Золотий Потік, Zołotyj Potik) – osiedle na Ukrainie, w obwodzie tarnopolskim, w rejonie czortkowskim, siedziba hromady. W 2017 r. liczyło 2398 mieszkańców.

## Historia
W 1545 r. dobra, na których leży Potok Złoty, zostały darowane przez króla Zygmunta Starego ówczesnemu podkomorzemu halickiemu Jakubowi z Potoka.
Aleksander Czołowski i Bohdan Janusz wskazali, że Potok otrzymał prawo miejskie magdeburskie w roku 1578.
Według innych badaczy założycielem miasta był szlachcic, wnuk Jakuba z Potoka, wojewoda bracławski Stefan Potocki (1568–1631), który w 1601 roku uzyskał dla miejscowości prawo miejskie magdeburskie i dokonał zmiany nazwy na Potok Złoty. On też zbudował zamek obronny oraz kościół i klasztor dominikański.
Po śmierci prowincjała o. Ambrożego z Urzędowa przeor potocki o. Zachariasz Radziejowski jako wikary generalny zwołał kapitułę zakonną do Potoka na 18 października 1620.
Pod koniec XVIII wieku Potoccy sprzedali Potok Złoty i majątek zaczął przechodzić z rąk do rąk, co spowodowało jego zubożenie. W 1875 roku jego właścicielem jednak został Włodzimierz Gniewosz (1838–1909), który położył duże zasługi w odbudowie miasteczka, oraz zbudował tzw. „Dwór Gniewoszów”. Mieściła się w nim znakomita kolekcja malarstwa m.in. Fałata i Kossaka. Po Włodzimierzu Złoty Potok odziedziczył Aleksander Gniewosz (1873–1930), a po nim Aleksander jr Gniewosz (1920-2003) – uczestnik bitwy o Monte Cassino oraz Antoni Gniewosz (ur. 1922). W rodzinie Gniewoszów Potok Złoty pozostawał do 1939 roku. We wsi ustanowiono kaplicę grobową Gniewoszów
14 maja 1891 pożar, który wybuchł w klasztorze dominikanów strawił prawie czwartą część miasta.
W 1901 działała gorzelnia Markusa Leiba Bergmanna.
Po zakończeniu I wojny światowej, od listopada 1918 r. do lata 1919 Potok Złoty przejściowo znalazł się w Zachodnioukraińskiej Republice Ludowej.
Przynależność administracyjna przed 1939 r.: gmina Koropiec, powiat buczacki, województwo tarnopolskie.
15 lipca 1941 bojownicy "Siczy Ukraińskiej" (lokalnej milicji) zastrzelili w Potoku Złotym 50 Polaków i Żydów. W latach 1943–1945 nacjonaliści ukraińscy z OUN-UPA zamordowali tu łącznie 35 Polaków.
W latach 1939–1941 i 1944–1962 Potok Złoty był siedzibą rejonu złotopotockiego. W latach 1934–1941 był siedzibą gmin Potok Złoty I i Potok Złoty II. W latach 1941–1944 siedziba gminy Potok Złoty.
W 1989 liczyło 2479 mieszkańców.
W 2013 liczyło 2469 mieszkańców.

## Zabytki
- zamek[15] z początku XVII wieku, zbudowany przez Potockich na planie kwadratu z sześciobocznymi basztami w narożach i wieżą bramną od północy. Od tej strony znajdował się też pałac Potockich. Całość otaczały wały ziemne i nawodniona fosa. W 1672 roku zajęty przez Turków i ponownie w 1676 roku. Od czasów Rozbiorów Polski w ruinie
- kościół rzymskokatolicki parafialny pw. Najświętszej Marii Panny i św. Szczepana pierwszego męczennika, ufundowany wraz przyległym klasztorem dominikańskim przez Stefana Potockiego i jego żonę Marię Mohylankę (wybudowany w latach 1611–1634[a][16][17][18]). Stefan Potocki został pochowany w kościele. Na sklepieniach krzyżowo-żebrowych oraz na ścianach zachowały się freski z XVIII w. z legendę o herbie książąt Potockich[19]. W 1935 r. przekazany przez dominikanów w ręce księży diecezjalnych. Częściowo zrujnowany w okresie Ukraińskiej SRR po wysiedleniu z tych ziem Polaków, m.in. w 1954 r. kościół przebudowano na kino, burząc wieżę. Wyremontowany po upadku ZSRR z inicjatywy polskiego duchownego i działacza kresowego ks. Ludwika Rutyny; obecnie kościół parafialny, proboszczem parafii jest ks. Dariusz Piechnik[20]. Słynący łaskami obraz Matki Bożej Złotopolskiej z tego kościoła został po wojnie przewieziony przez byłych parafian do Wabienic na Dolnym Śląsku[3].
- cerkiew pw. Świętej Trójcy, murowana, z roku 1897.
- pałac Gniewoszów herbu Rawicz z 1840 r. znajduje się na zachód od zamku. Obiekt wybudowany przez Olszewskiego. W trakcie budowy z zamku powyrywane zostały kamienne detale: obramowania okien i drzwi, ciosowe balustrady oraz kominki, których użyto przy wznoszeniu pałacu. Budowa ta doprowadziła Olszewskich do ruiny w związku z czym pałac kupił Jan Stojowski, a następnie przeszedł w ręce rodziny chasydzkich cadyków Friedmanów z Sadogóry. Od 1875 r. własność Włodzimierza Hipolita Gniewosza. Jego rodzina, syn Aleksander, a potem jego dwóch małoletnich synów mieszkali w obiekcie do 1939 r. Pałac piętrowy, wybudowany na planie dłuższego prostokąta, na wysokim fundamencie, był zwieńczony dachem czterospadowym[21]. Wokół pałacu duży park z alejami. Całość przetrwała do dziś[22].

## Pomniki
- Tarasa Szewczenki, z roku 1965.
- Krzyż-pomnik na cześć zniesienia pańszczyzny w Cesarstwie Austrii podczas Wiosny Ludów w roku 1848; odnowiony społecznością cerkiewną w 1990 roku.

## Urodzeni w Potoku Złotym
- Ołeksandra Serbenska – ukraińska językoznawczyni, pedagog[23]
- Anatolij Szmorhun – ukraiński pedagog[24][25]
- Antoni Serbeński – polski malarz, grafik, pedagog.

## Związani z Potokiem Złotym
- Marjan Antoniewicz – dyrektor dóbr w Potoku Złotym, członek Związku b. Chyrowiaków[26]
- Stanisław Łukasiewicz – nauczyciel, w 1933 mianowany kierownikiem 6-klasowej szkoły we wsi[27]
- Jan Padlewski – polski nauczyciel, w 1932 przeniesiony z 5-klasowej szkoły w Potoku Złotym do 7-klasowej szkoły im. A. Mickiewicza w Buczaczu[28]
- Lea Danknerówna – polska nauczycielka, w 1936 przeniesiona z 7-klasowej szkoły żeńskiej w Zaleszczykach do 6-klasowej szkoły Potoku Złotym[29]